# Curinus coeruleus
Curinus coeruleus es un escarabajo azul metálico oscuro brillante de la familia Coccinellidae, conocidos como vaquitas o cochinillas. Originario del Caribe, el escarabajo es la única especie del género Curinus, que pertenece a la tribu Chilocorini de la subfamilia Coccinellinae.

## Características
Estos escarabajos se distinguen notablemente por el color azul oscuro brillante y dos manchas naranjas en el borde del pronoto. La forma de su cuerpo es casi circular visto desde arriba, y tiene una curva hemisférica.

### Especies similares
Hay por lo menos cuatro especies en el género. Un escarabajo muy similar es la mariquita de escamas negras (Exochomus nigromaculatus), también de la tribu Chilocorini. Es de color negro en lugar de azul oscuro. Sin embargo, también tiene dos manchas anaranjadas en los bordes del pronoto. El Chilocorus stigma de la tribu Chilocorini y la mariquita Thalassa montezumae de la tribu Scymnini, un poco más pequeña, se asemejan a Curinus coeruleus en la forma del cuerpo, pero son casi negros y las dos manchas de color rojo anaranjado se encuentran en los élitros y no en el pronoto.

## Distribución
La especie es originaria del Caribe, pero fue introducida de México a Hawái en 1922, en Florida en la década de 1950 y en varios países del sudeste asiático y Oceanía en años posteriores a fin de desarrollar el control biológico de plagas.

## Ecología
Curinus coeruleus permanece activo incluso a temperaturas altas y por ello no necesita un descanso de verano, aún si el suministro de alimentos es menor en esta época. Su rango está limitado a las zonas tropicales y subtropicales. Por lo tanto, solo podría establecerse de forma permanente en el sureste del estado estadounidense de Florida.
Curinus coeruleus suele formar grandes agregaciones en los surcos de la corteza del mirto (Melaleuca quinquenervia), ya que estos le ofrecen cobijo. Tanto el árbol como la mariquita se han introducido en Hawái y Florida.

### Alimentación
Las larvas y adultos de Curinus coeruleus se alimentan principalmente de piojos de las plantas. Estos incluyen la especie de pulga Diaphorina citri, una plaga de loscítricos, y Heteropsylla cubana, un parásito del "tamarindo silvestre", de la familia de las leguminosas, que se planta como cultivo forrajero, y del árbol de la lluvia, que se usa como fuente de madera y sombra en zonas tropicales y zonas subtropicales.
Originalmente, Curinus coeruleus se usó para controlar la cochinilla harinosa Nipaecoccus nipae, que puede ocurrir en masa en cocoteros, palmeras datileras y helechos de sagú, así como en plátanos. Se ha demostrado que esta mariquita no solo se alimenta de piojos de las plantas, sino también de otras plagas, como los trips Thrips palmi, que infestan varios cultivos de hortalizas, en particular de las familias de las cucurbitáceas y las solanáceas.
En 2005, se observó en Hawái que las larvas de Curinus coeruleus también pueden comer grandes cantidades de huevos de Aedes albopictus o mosquito tigre asiático. Una larva puede comer más de 100 huevos en tres días, diezmando las poblaciones de esta especie de mosquito, que es un conocido vector del dengue y otras enfermedades.